# Joleon Lescott
Joleon Lescott, född den 16 augusti 1982 i Birmingham, är en engelsk före detta fotbollsspelare.

## Karriär
Joleon Lescott började sin karriär i Wolverhampton Wanderers ungdomsakademi 1999, och två säsonger i rad blev han framröstad till Årets unga spelare av fansen. Han värvades till Everton 2006 och var strålande säsongen 2007–2008 då han var den målfarligaste backen i Premier League med 8 mål och han gjorde även 2 mål i Uefacupen. Mark Hughes penningstinna Manchester City sökte värva honom under sommaren 2009 men Evertons tränare David Moyes förkastade bud på 15 och 18 miljoner pund, och kritiserade öppet Hughes för hur han skötte affären. Everton inledde säsongen uruselt genom att förlora hemma mot Arsenal med 1–6 och Lescott blev inte uttagen till nästa match varpå ett nytt bud från Manchester City på cirka 22 miljoner pund accepterades. 25 augusti 2009 blev övergången klar och Lescott skrev på ett femårskontrakt. Detta var den dittills näst dyraste värvningen av en engelsk försvarsspelare efter Rio Ferdinands övergång till Manchester United.
Den 20 juni 2014 blev Lescott klar för West Bromwich Albion efter att hans kontrakt med City gått ut i maj. Den 1 september 2015 bytte han Birminghamklubb, från West Bromwich till Aston Villa. 
Den 24 januari 2017 värvades Lescott av Sunderland på ett kontrakt säsongen ut.
Han har spelat i Englands ungdomslandslag på flera nivåer och även för A-landslaget.